# Leonardo Melis
Leonardo Melis (Setzu, 8 giugno 1949) è uno scrittore, saggista e blogger italiano, autore di libri sugli Shardana.

## Biografia
Nel 2002 ha dato alle stampe Shardana: i popoli del mare, libro che ha riscontrato un buon successo di vendite in Italia ed è anche stato tradotto e distribuito in Francia nel 2006 col titolo Shardana les Peuples de la Mer. 
Nel 2005 ha pubblicato il suo secondo libro, Shardana: i principi di Dan, approfondimento delle vicende storiche relative all'esodo dall'Egitto. 
Sempre nel 2005, in Texas, il suo libro Shardana: i Popoli del Mare è stato discusso al 2° Congress Matriarchal Studies.
Insieme al matematico Nicola de Pasquale ha sviluppato un'interpretazione delle pintaderas (o Arrodas de tempus, impiegate in una forma stilizzata nel logo del Banco di Sardegna) come calendario della civiltà nuragica e shardana, in analogia a quelli di altri popoli dell'epoca. Secondo Melis sia questa bandiera che la meno conosciuta Bandiera arborense deriverebbero dai Cavalieri templari: quella dei Quattro mori sarebbe lo stemma adottato dal primo maestro dei templari, Hugues de Payns, mentre il secondo simbolo fu ripreso da alcune incisioni su roccia nel deserto del Negev (dov'è stato rintracciato dall'archeologo Emmanuel Anati)  affiancato alla Menorah, il candelabro ebraico a sette braccia. Queste teorie non sono generalmente condivise dalla comunità accademica.
Il 25 febbraio 2007 ha partecipato alla puntata Sardegna archeologica e mineraria di Pianeta Mare su Rete4.
Nel gennaio 2013 gli studi di Leonardo Melis sono stati citati dalla rivista francese Nexus.
Nel 2022 Melis ha pubblicato il libro I Popoli del Mare. Sisara: Eroe Shardana in Israel, col quale ha ripreso l'ipotesi formulata anni prima dall'archeologo israeliano Adam Zertal, secondo cui il condottiero Sisara sarebbe stato un mercenario Shardana. 
Collabora con diverse riviste e quotidiani, fra cui Sardegna Quotidiano, dove cura la rubrica settimanale Il Principe di Dan. Sul web è presente col proprio sito personale e un blog.

## Pubblicazioni
- 2002 - Shardana: I popoli del mare, PTM Editrice - Prima Tipografia Mogorese, Mogoro, ISBN 8887393028 (8 edizioni)
- 2008 - Shardana: I calcolatori del tempo, PTM Editrice - Prima Tipografia Mogorese, Mogoro, ISBN 8887393478
- 2008 - Shardana: I custodi del tempo, PTM Editrice - Prima Tipografia Mogoree, Mogoro, ISBN 8887393516
- 2010 - Shardana: Jenesi degli Urim, PTM Editrice - Prima Tipografia Mogorese, Mogoro, ISBN 978-88-87393-75-0
- 2012 - Shardana la Bibbia degli Urim, PTM Editrice - Prima Tipografia Mogorese, Mogoro ISBN 978-88-87393 97-2
- 2022 - I Popoli del Mare. Sisara: Eroe Shardana in Israel

## Premi e riconoscimenti
- 2005, Marrubiu: Premio Letterario Arborense dell'Accademia Arborense, sezione "Ricerca storico documentale"
- 2005, Cagliari: Premio Sergio Atzeni dell'Ente Regionale per il Diritto allo Studio Universitario per la "Firma d'Autore"